# Tinta electoral

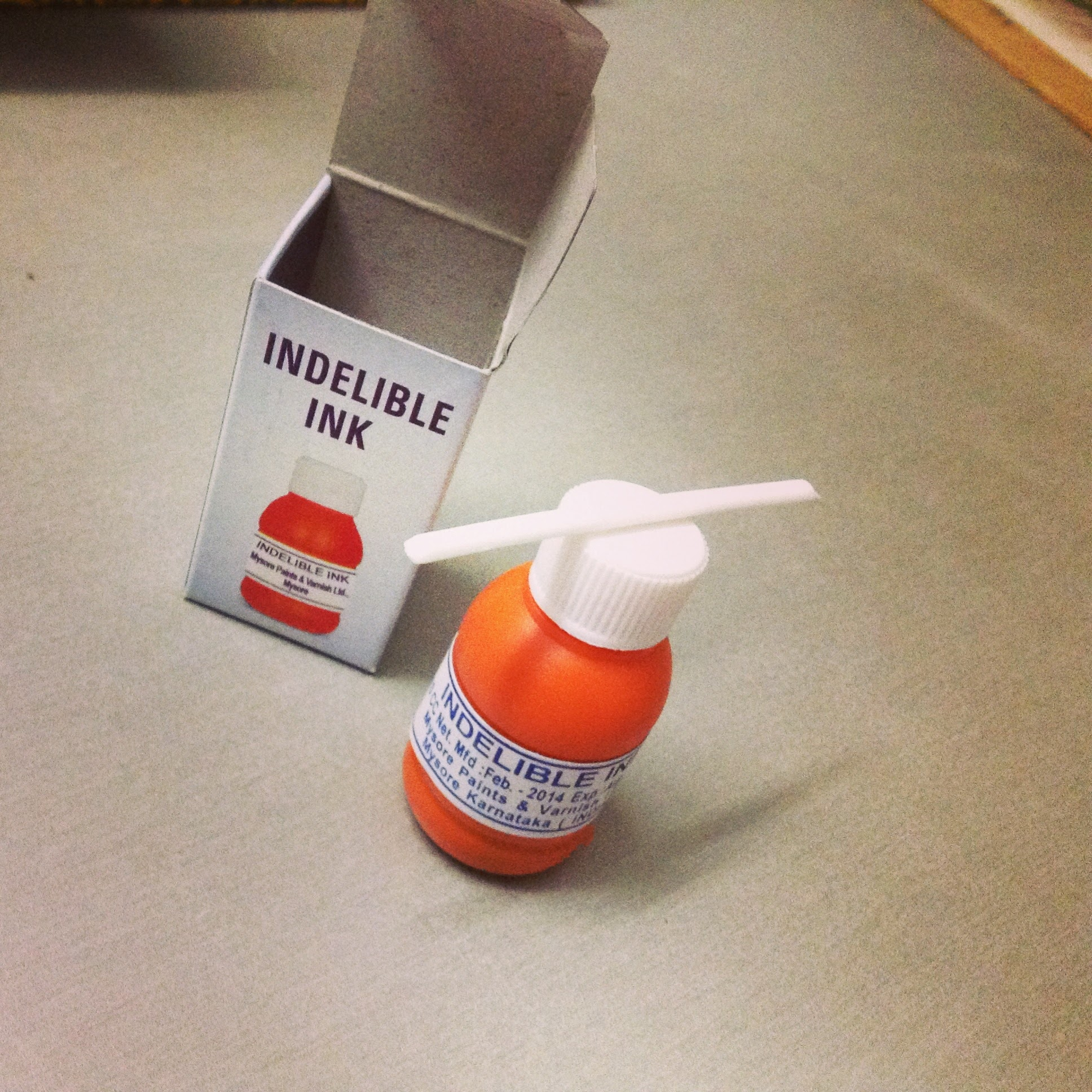
Tinta indeleble usada en la India.

La tinta electoral, tinta indeleble, mancha electoral o tinta fosfórica es una marca semipermanente de tinta o colorante que se aplica, por lo general, en el dedo índice de los votantes de ciertos países durante los procesos electorales. Se usa como prueba de voto con el fin de prevenir el fraude electoral al evitar el voto doble. Es un método eficaz en países donde los documentos de identificación de los ciudadanos no siempre están estandarizados o institucionalizados. La tinta indeleble utiliza nitrato de plata y la exposición excesiva puede causar argiria.

## Aspectos técnicos

### Aplicación
La mancha electoral se utiliza como una característica de seguridad eficaz para evitar la doble votación en las elecciones. Dependiendo del país, la aplicación se hace de manera distinta, según las circunstancias y preferencias. Por ejemplo, en los países asiáticos la tinta se aplica en el dedo índice de la mano izquierda, especialmente en la cutícula, donde es casi imposible eliminarla rápidamente. En México se aplica en la yema del pulgar derecho, mientras que en Perú se sumerge en un bote de tinta el dedo medio de la mano derecha.
Los métodos más comunes son a través de botellas de inmersión con insertos de esponja, botellas con aplicadores de pincel, botellas de spray y rotuladores.

#### Métodos
| Pintado | Sumergido | Marcado |
| --- | --- | --- |
| | | |
| Votante india siendo marcada mediante pintado durante las elecciones a la Asamblea Legislativa de Delhi en 2015. | Votante de la República Democrática del Congo introduciendo el dedo pulgar en tinta indeleble tras emitir su voto en las elecciones de 2011. | Miembro de mesa marcando a un votante en la segunda vuelta de las elecciones presidenciales de 2011 en Haití. |

### Composición
La tinta electoral generalmente contiene un pigmento para reconocimiento instantáneo, un nitrato de plata que tiñe la piel al exponerse a la luz ultravioleta, dejando una marca que es imposible de lavar y solo se elimina cuando se reemplazan las células externas de la piel. Las tintas electorales estándar de la industria contienen una solución de nitrato de plata al 10%, 14% o 18%, dependiendo del tiempo que se requiera que la marca esté visible. Aunque normalmente a base de agua, las manchas electorales ocasionalmente contienen un solvente como el alcohol para permitir un secado más rápido, especialmente cuando se usan con botes de inmersión, que también pueden contener un biocida para asegurar que las bacterias no se transfieran de un votante a otro. El cloruro de plata se puede eliminar fácilmente mediante hidróxidos, por lo que es necesario agregar otra pigmentación fotosensible.

### Permanencia

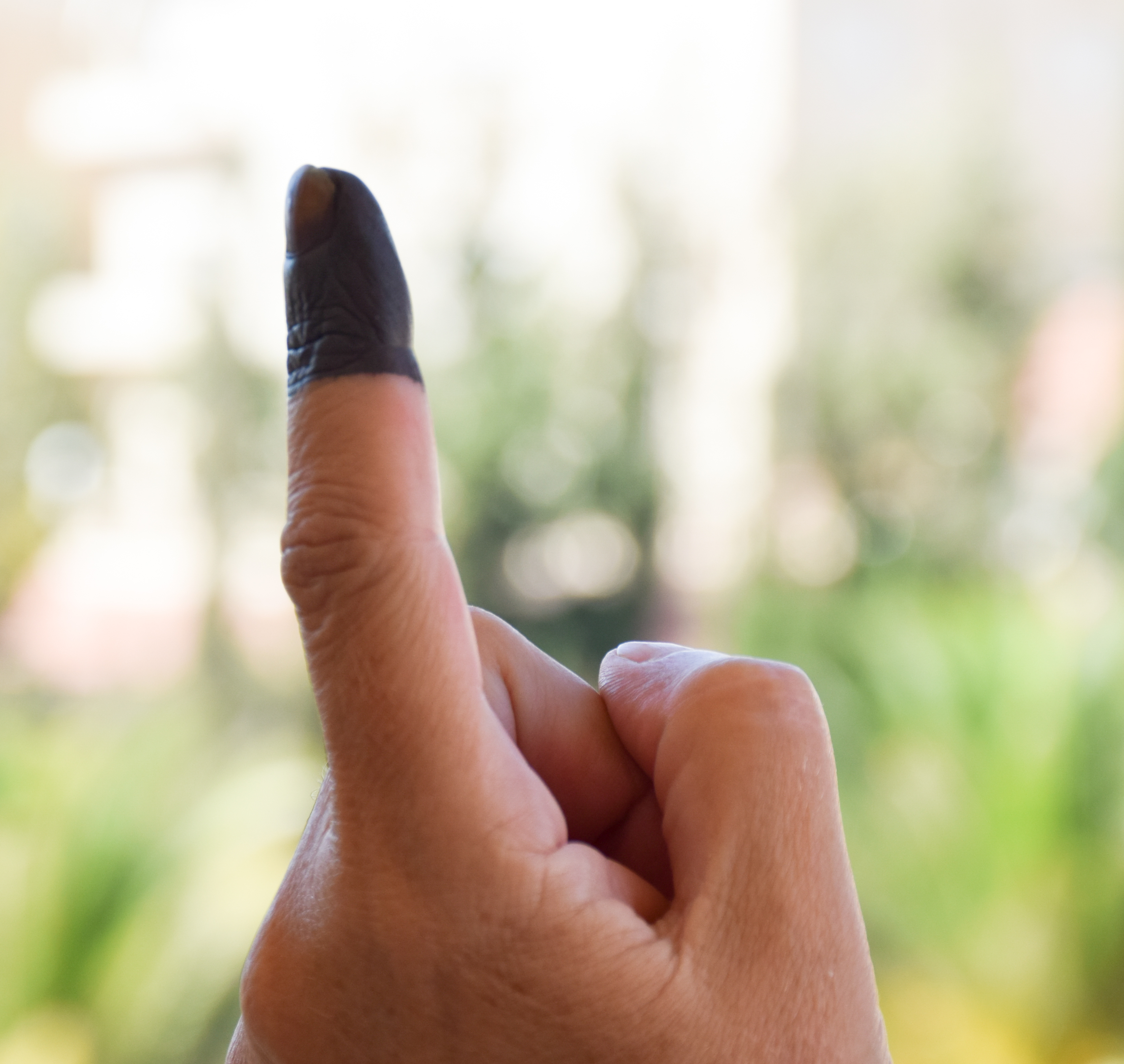
Dedo índice de la mano izquierda de un votante en las elecciones generales de Jordania de 2016.

La tinta indeleble generalmente permanece en la piel durante 72 a 96 horas, y dura de 2 a 4 semanas en el área de la uña y la cutícula. La tinta utilizada deja una marca permanente en el área de la cutícula que desaparece solo con el crecimiento de una nueva uña. Pueden pasar hasta 4 meses para que la mancha sea reemplazada por completo por un nuevo crecimiento de uñas. Se ha descubierto que la tinción con concentraciones de nitrato de plata superiores al 18% no tiene ningún efecto sobre la longevidad, ya que incluso con soluciones más fuertes, el nitrato de plata no tiene una reacción fotosensible en las células vivas de la piel. Esto significa que la mancha desaparecerá a medida que crezca piel nueva. El nitrato de plata es irritante y frecuentemente dañino en una solución al 25% o más, incluso se usa como un agente cauterizante eficaz, aunque doloroso, en el tratamiento de la rinitis a esa concentración. Al 25%, el contenido de nitrato de plata también comenzará a precipitar dependiendo de las condiciones, formando cristales finos que también pueden irritar la piel y reducir el nitrato de plata disuelto activo a un nivel tan bajo como 18%.

### Coloración
La mancha electoral es tradicionalmente de color violeta, antes de que el elemento fotosensible haga efecto para dejar una marca negra o marrón. Sin embargo, para las elecciones legislativas de Surinam de 2005, el naranja reemplazó al violeta para marcar los dedos de los votantes, ya que se descubrió que duraba el mismo tiempo y era más atractivo para los votantes, ya que se parecía a los colores nacionales.

### Eficiencia
Los rotuladores son el uso más eficiente de la tinta, con un rotulador de 5 mililitros un miembro de mesa es capaz de marcar a 600 personas, aunque a menudo se prefieren los botes de inmersión, a pesar de que un frasco de 100 mililitros solo marca a 1000 votantes. Esto puede deberse a las imágenes icónicas asociadas con las elecciones iraquíes y afganas de principios del siglo XXI. Las botellas de inmersión pueden dejar una mancha más completa de longevidad un poco más larga (dependiendo del contenido de nitrato de plata) que los marcadores. Sin embargo, los rotuladores son mucho más baratos y fáciles de transportar, lo que reduce considerablemente los costes para los organizadores electorales, y la opción recomendada cuando las manchas solo necesitan estar garantizadas de 3 a 5 días. Los rotuladores también dejan una marca mucho más pequeña cuando se aplican correctamente, lo que es más agradable para muchos votantes.

## Historia

### Chile
Se utilizó por primera vez para todos los votantes durante el plebiscito de 1980; anteriormente solo se utilizaba para el caso de los analfabetos que no pudieran firmar y debían estampar su huella en el padrón de votantes en la mesa, y en 1973 se buscó implementar su uso de manera universal: el 30 de agosto de dicho año se aprobó en la Comisión de Constitución de la Cámara de Diputados un proyecto que hacía obligatorio el entintado de uno de los dedos meñiques para evitar el doble sufragio; dicho proyecto no logró ser tramitado en su totalidad dado el cierre del Congreso Nacional tras el golpe de Estado del 11 de septiembre de 1973.
Su uso fue descontinuado por el Servicio Electoral de Chile desde las elecciones municipales de 2012, manteniéndose su uso solo para los votantes no videntes y/o analfabetos.

### Colombia
La tinta indeleble se utilizó durante el plebiscito de 1957, y fue fabricado con la fórmula del ingeniero químico José Vicente Azcuénaga Chacón. Su uso fue retirado en 2007.

### India
Se utilizó por primera vez durante las elecciones generales indias de 1962, en el estado de Mysore, ahora el estado actual de Karnataka.

### México

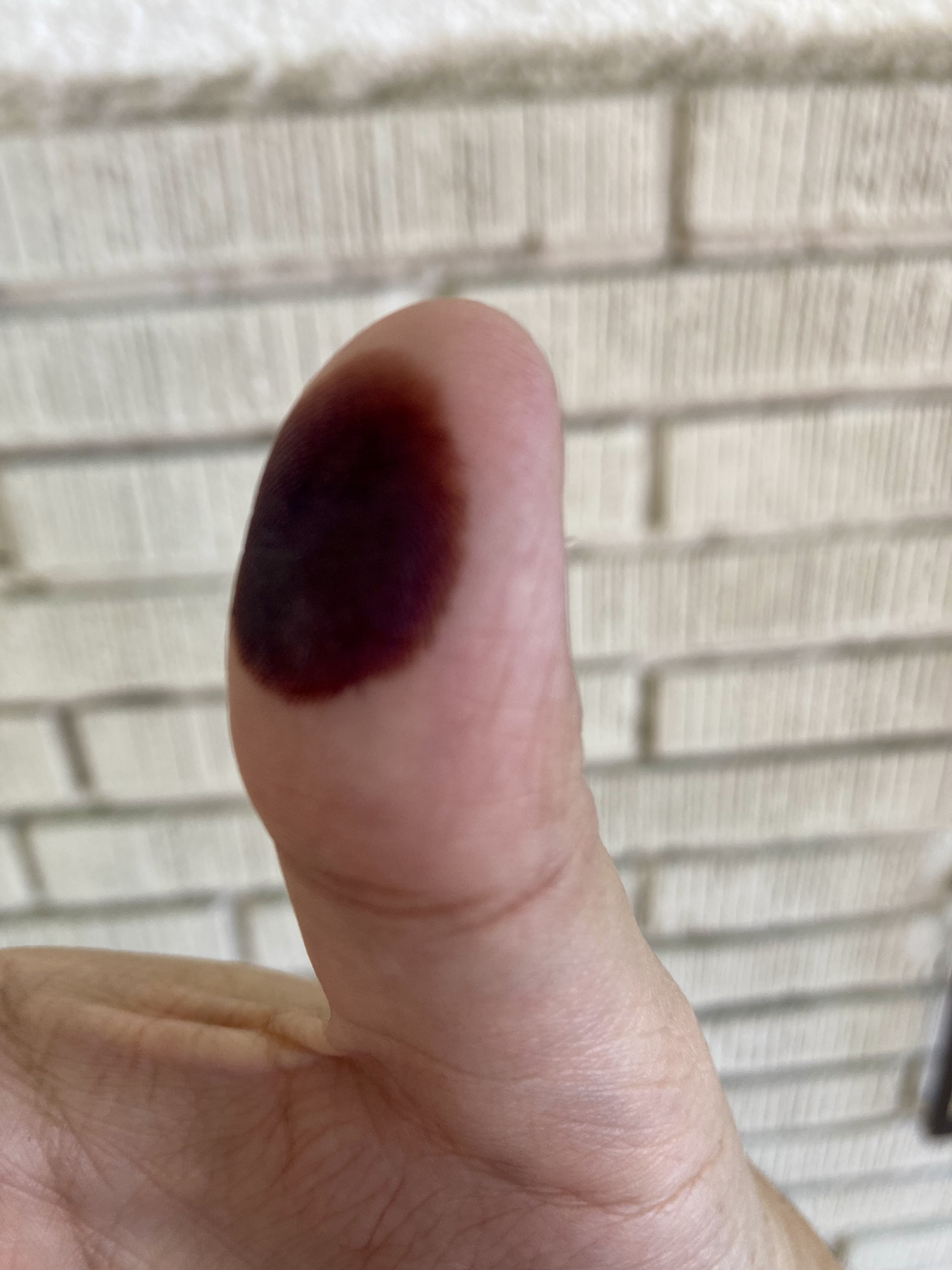
Dedo pulgar con tinta indeleble en las elecciones federales de México de 2024.

La tinta indeleble se utiliza desde las elecciones federales de 1994, cuando el recién creado Instituto Federal Electoral (IFE) organizó un concurso de productos tintóreos que sean eficaces. El ganador fue el profesor de química orgánica Filiberto Vázquez. La fórmula fue patentada por el IFE y es la misma que se ha utilizado en forma de bolígrafo sobre la yema del dedo pulgar.
Con motivo de la pandemia de COVID-19, el Instituto Politécnico Nacional (IPN) y el Instituto Nacional Electoral (INE) anunciaron que elaborarían una tinta con una fórmula modificada que sea antivírica y que se utilizaría para las elecciones federales de 2021.

### Perú

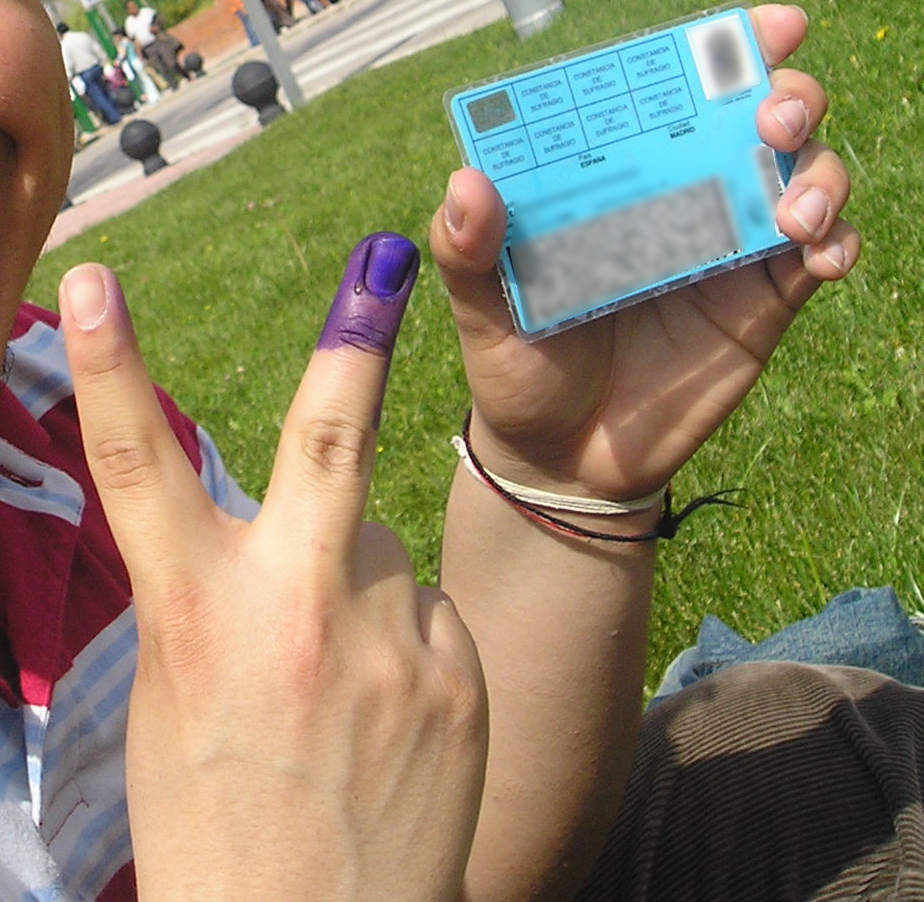
Peruano votando en Madrid para las elecciones generales de 2006, mostrando el dedo medio y la parte trasera del DNI con el holograma pegado.

En los procesos electorales peruanos la tinta indeleble ha sido utilizada desde las elecciones generales de 1962. Durante las elecciones anteriores, solamente se utilizó un tampón de tinta común para imprimir la huella digital del dedo índice en el padrón electoral como prueba de sufragio. Las primeras tintas indelebles fueron fabricadas por el laboratorio Cofama. En el proceso de 1963 se utilizó una tinta de fabricación inglesa. En las elecciones municipales de Lima de 1966 la tinta fue suministrada por un laboratorio estadounidense. Para las elecciones generales de 1980 la coloración cambió de violeta a negra.
Durante la época del terrorismo, los votantes de algunas localidades de los departamentos de Apurímac, Ayacucho y Huancavelica fueron exonerados del uso de la tinta indeleble para evitar la identificación de las personas con el dedo medio de la mano derecha manchado con el distintivo electoral y las represalias del grupo terrorista Sendero Luminoso.
En noviembre de 2010, la Oficina Nacional de Procesos Electorales (ONPE) presentó al Congreso de la República un proyecto de ley donde se eliminaba el uso de la tinta. Se valoraron los adelantos tecnológicos que hicieron caduco el método antifraude y el considerable ahorro económico. Tras su aprobación, la última vez que se utilizó fue en las elecciones municipales complementarias de 2011.

## Controversias

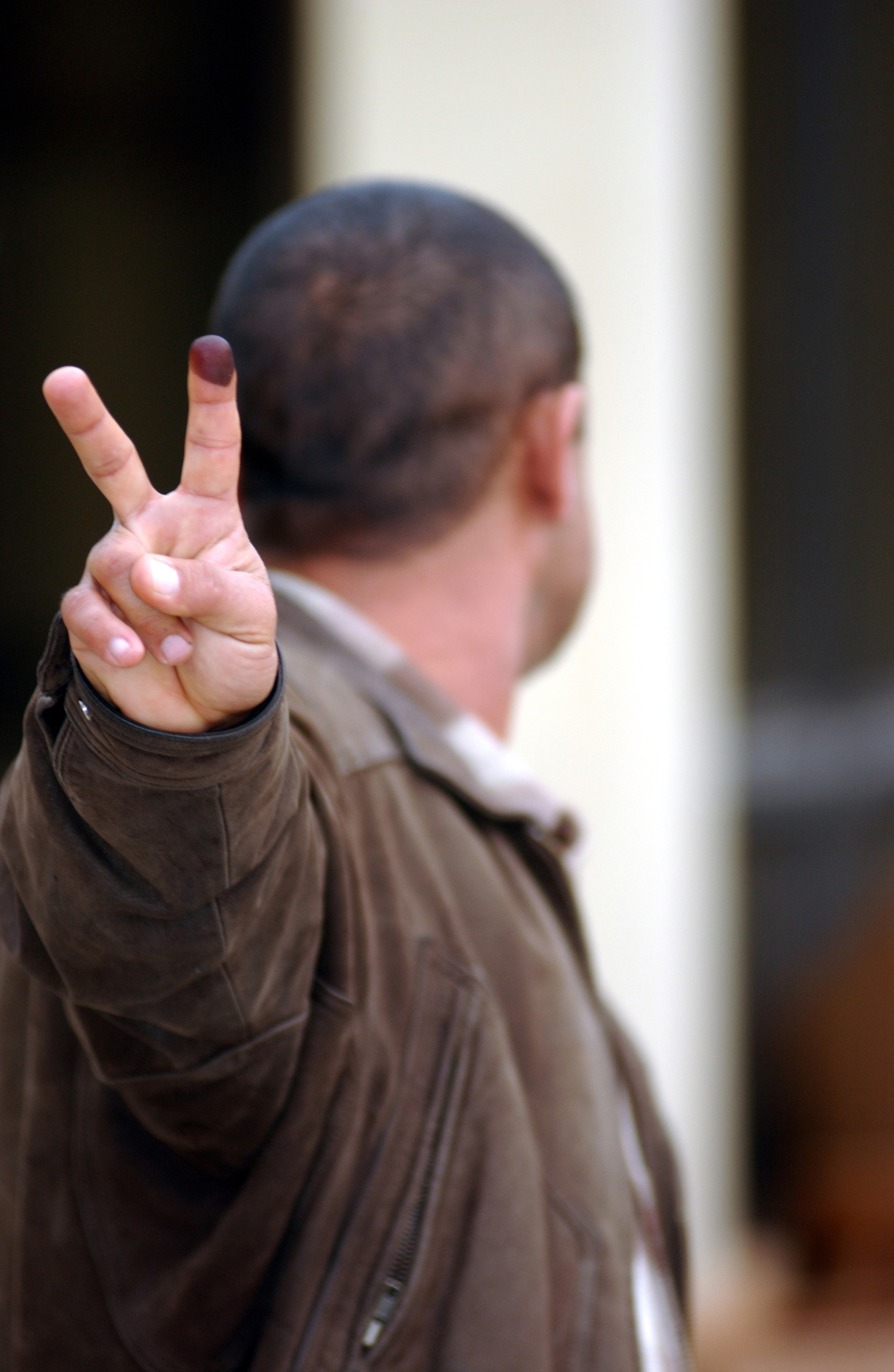
Votante iraquí, haciendo el signo de victoria mientras muestra el dedo índice entintado durante las elecciones de 2005.

En las elecciones presidenciales afganas de 2004, surgieron acusaciones de fraude electoral en torno al uso de la tinta indeleble, que muchos afirmaron se eliminaban fácilmente. Los funcionarios electorales habían optado por utilizar la opción de rotulador más eficiente; sin embargo, también se enviaron rotuladores regulares a los colegios electorales, lo que generó confusión y algunas personas fueron marcadas con tinta menos permanente.
En las elecciones federales de Malasia de 2008, las autoridades electorales cancelaron su uso una semana antes de que los votantes acudieran a las urnas, alegando que sería inconstitucional evitar que la gente votara incluso si ya se habían manchado los dedos. Además, citaron informes de contrabando de tinta desde la vecina Tailandia para marcar los dedos de las personas antes de que tuvieran la oportunidad de votar, negándoles así sus derechos.
Durante las elecciones presidenciales de Zimbabue de 2008, surgieron informes de que quienes habían optado por no votar fueron atacados y golpeados por turbas patrocinadas por el gobierno. Las turbas atacaron a los que no tenían tinta en el dedo.
Durante las elecciones afganas de 2010, los talibanes enviaron cartas en las que amenazaban con cortar el dedo de cualquiera que estuviera marcado con tinta indeleble.
Durante las elecciones federales de Malasia de 2013, a la luz de la primera implementación de la mancha electoral, los votantes informaron que la tinta podría lavarse fácilmente con agua corriente, a pesar de que la Comisión Electoral de Malasia aseguró lo contrario.

## Uso internacional
Algunos de los países que han utilizado tinta electoral en algún momento incluyen:
- Afganistán[21]
- Albania[22]
- Argelia[23]
- Bahamas[24]
- Colombia (hasta 2007)
- Dominica
- Egipto[25]
- El Salvador
- Filipinas[26]
- Guatemala[24]
- Honduras
- India[27]
- Indonesia[28]
- Irak[29]
- Líbano[30]
- Libia
- Malasia[31][32]
- Maldivas[24]
- México
- Myanmar[33]
- Nepal[34]
- Nicaragua[35]
- Pakistán[36]
- Perú (hasta 2011)[37]
- Saint Kitts y Nevis[38]
- Sudáfrica[39]
- Sri Lanka[40]
- Sudán[41]
- Siria[42]
- Túnez[43]
- Turquía (hasta 2009)[44]
- Venezuela[45] (hasta 2017)[46]